# St. Florian (Attenham)

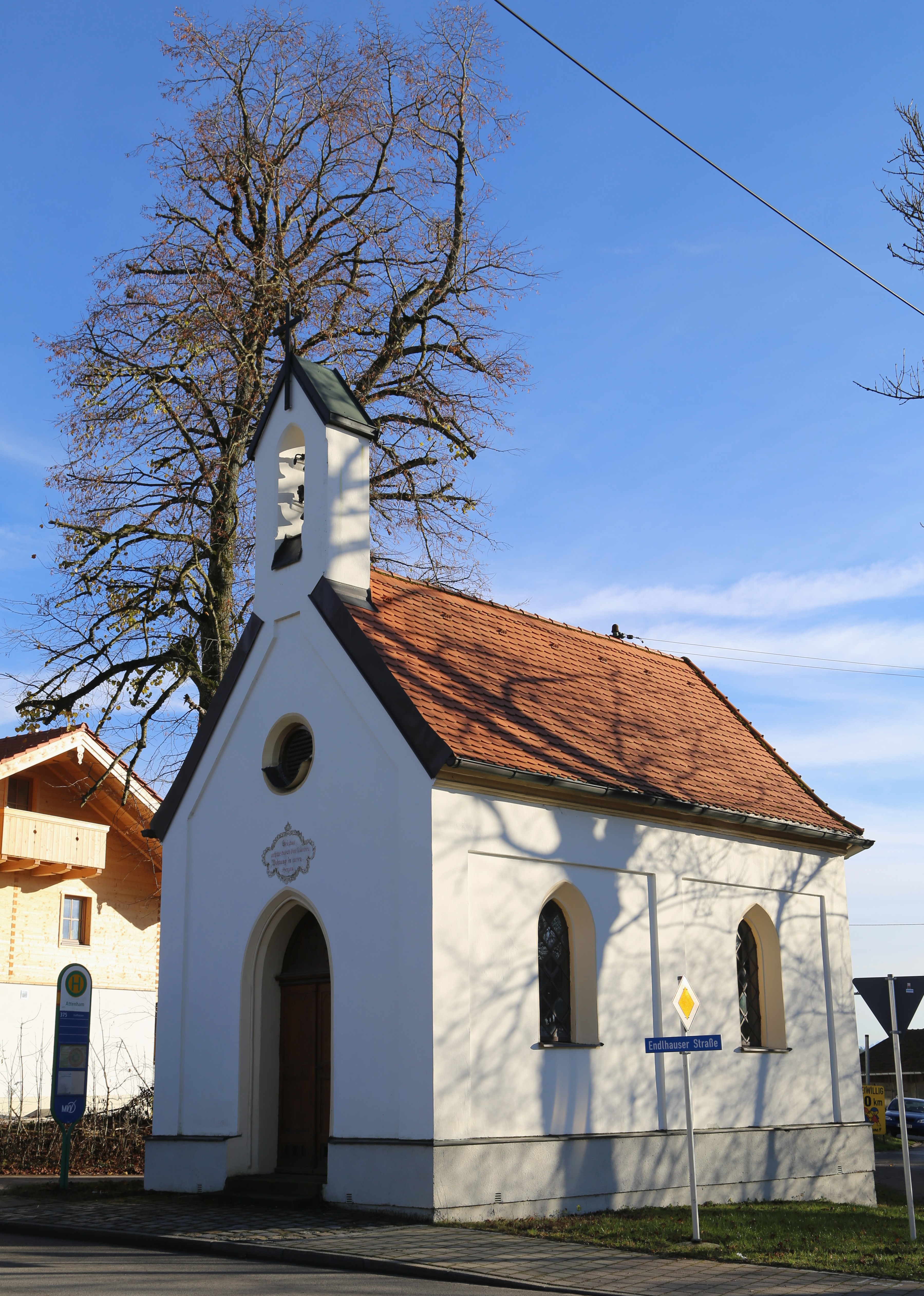
Kapelle St. Florian in Attenham

Die katholische Kapelle St. Florian in Attenham, einem Gemeindeteil von Egling im oberbayerischen Landkreis Bad Tölz-Wolfratshausen, wurde nach 1862 errichtet. Die Kapelle an der Wolfratshauser Straße 6 ist ein geschütztes Baudenkmal.
Der neugotische putzgegliederte Satteldachbau besitzt vier Rundbogenfenster. Auf dem Giebel über der Portalseite sitzt ein offener Dachreiter mit Glocke.
Die Ausstattung besteht aus einem neubarocken Altar aus Taufkirchen (Vils) und spätbarocken Skulpturen aus dem 18. Jahrhundert.